# Cotesia shrii
Cotesia shrii är en stekelart som beskrevs av Sathe, Ingawale och Bhosale 1994. Cotesia shrii ingår i släktet Cotesia och familjen bracksteklar. Inga underarter finns listade i Catalogue of Life.